# Zofia Dorota Hanowerska

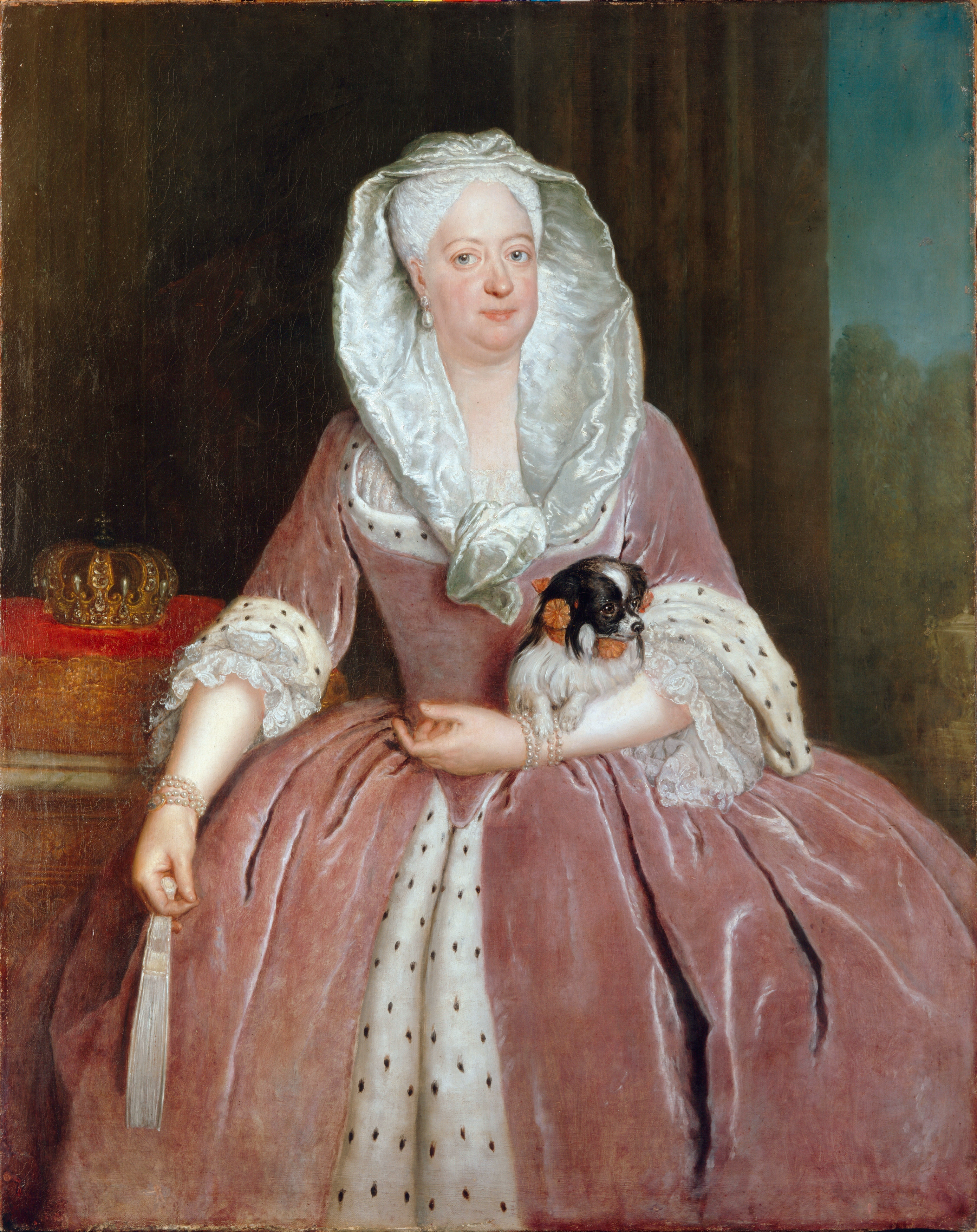
Zofia Hanowerska, portret pędzla Antoine Pesne (1726)

Zofia Dorota Hanowerska (ur. 16 marca 1687 w Celle, zm. 28 czerwca 1757 w Berlinie) – królowa Prus.
Była jedyną córką króla Wielkiej Brytanii, Jerzego I oraz jego żony Zofii Doroty z Celle, księżniczki Ahlden (Aller).

## Małżeństwo
Zofia wyszła za mąż za swojego kuzyna – Fryderyka Wilhelma, następcę tronu Prus. Zaślubiny Fryderyka i Zofii odbyły się 28 listopada 1706 roku. Para królewska doczekała się czternaściorga dzieci:
- Fryderyk Ludwik (1707–1708)
- Wilhelmina Bayreuth (1709–1758)
- Fryderyk Wilhelm (1710–1711)
- Fryderyk II Wielki (1712–1786), król Prus
- Charlotta (1713-1714)
- Fryderyka Luiza (1714–1784)
- Filipina Charlotta (1716–1801)
- Karol (1717-1719)
- Zofia Dorota Maria (1719–1765)
- Luiza Ulryka (1720–1782), królowa Szwecji
- August Wilhelm Hohenzollern (1722–1758)
- Anna Amalia (1723–1787)
- Henryk (1726–1802)
- August Ferdynand Hohenzollern (1730–1813)

Gdy w 1740 roku zmarł Fryderyk Wilhelm I Pruski, a syn Zofii Doroty został królem, otrzymała ona tytuł królowej matki.